# Brda
Brda (italià Collio) és un municipi eslovè, dins de la regió de Goriška. L'any 2007 tenia 5.765 habitants. Limita amb els municipis friülans de Gorizia i Prepotto i és situat entre els rius Soča (l'Isonzo) i Idrija.
El municipi es divideix en els assentaments o naselja: Barbana, Belo, Biljana, Brdice pri Kožbani, Brdice pri Neblem, Breg pri Golem Brdu, Brestje, Brezovk, Ceglo, Dobrovo, Dolnje Cerovo, Drnovk, Fojana, Golo Brdo, Gonjače, Gornje Cerovo, Gradno, Hlevnik, Hruševlje, Hum, Imenje, Kojsko, Kozana, Kozarno, Kožbana, Krasno, Medana, Neblo, Nozno, Plešivo, Podsabotin, Pristavo, Senik, Slapnik, Slavče, Snežatno, Snežeče, Šlovrenc, Šmartno, Vedrijan, Vipolže, Višnjevik, Vrhovlje pri Kojskem, Vrhovlje pri Kožbani, Zali Breg.

## Població
Segons el cens eslovè de 2001, el 96,1% dels habitants parlen eslovè, mentre que l'0,7% parlen croat i el 0,7% serbi. El 61,8% de la població es declara catòlica.

## Administració
| Període | Identitat   | Partit |
| ------- | ----------- | ------ |
| 2003-   | Franc Mužič | LDS    |